# Yoshizumi Ishihara
Pour les articles homonymes, voir Ishihara.
Yoshizumi Ishihara (石原 良純 Ishihara Yoshizumi) (15 janvier 1962)  est un acteur japonais.
Il est le second fils de l'auteur Shintarō Ishihara (gouverneur de Tōkyō de 1999 à 2012).

## Filmographie
- 1982 : (凶弾 Kyôdan) de Toru Murakawa
- 1994 : (レッスン　ＬＥＳＳＯＮ Ressun) de Yasuharu Hasebe
- 1995 : (おんな犯科帳　江戸拷問刑罰抄 Onna hankachô: Edô gômon keibatsu shô) de Masara Tsushima
- 1998 : (秘祭 Hisai) de Taku Shinjō
- 2001 : (走れ！イチロー Hashire! Ichiro) de Kazuki Omori
- 2001 : (獅子の血脈 Shishi no ketsumyaku) de Rokuro Mochizuki
- 2002 : (ナースのお仕事　ザ・ムービー Nurse no oshigoto: The Movie) de Kazuyuki Morosawa
- 2004 : (かまち Kamachi) de Rokuro Mochizuki
- 2005 : Irasshaimase, kanja-sama de Takahito Hara

## Série télévisée
- 1984-1986 : Taiyō ni hoero!
- 2000 : Mona Lisa no hohoemi[モナリザの微笑]
- 2001 : Rookie!
- 2001 : Tainted Love Song
- 2002 :  Nurse no oshigoto 4
- 2003 :  Ushinawareta Yakusoku [失われた約束]
- 2004 :  Otôto [弟]
- 2004 :  Sarariman Kintaro 4 [サラリーマン金太郎]
- 2005 :  Yoshitsune [義経]
- 2005 :  Dekabeya [刑事部屋]